# Atlantic Economic Journal
Atlantic Economic Journal (AEJ; Атлантичний економічний журнал) — спеціалізований економічний журнал; видається з 1973 р. Міжнародним атлантичним економічним суспільством. Мета журналу: синтезувати економісескіе дослідження вчених різних континентів. Головний редактор журналу: Дж. Вірго. До редакційної колегії входять відомі економісти Е. Кейн і Г. Таллок.
Характерною особливістю видання є наявність розділу «Антологія» в якому публікуються невеликі (до 500 слів) наукові повідомлення.
Періодичність видання: 4 номери на рік